# سفارة السنغال في مصر
سفارة السنغال لدى مصر هي الممثلية الدبلوماسية العليا لدولة السنغال لدى جمهورية مصر العربية. 

## السفارة
الحويتية، حي العجوزة، الجيزة.

## اقرأ أيضا
- قائمة البعثات الديبلوماسية في مصر